# Děkanát Šternberk
Děkanát Šternberk je územní část olomoucké arcidiecéze, největší děkanát této arcidiecéze (860 km2). Tvoří ho 24 farností. Děkanem je R. D. Mgr. Antonín Pechal. V děkanátu působí 12 diecézních a 1 řeholní kněz.

## Znak děkanátu

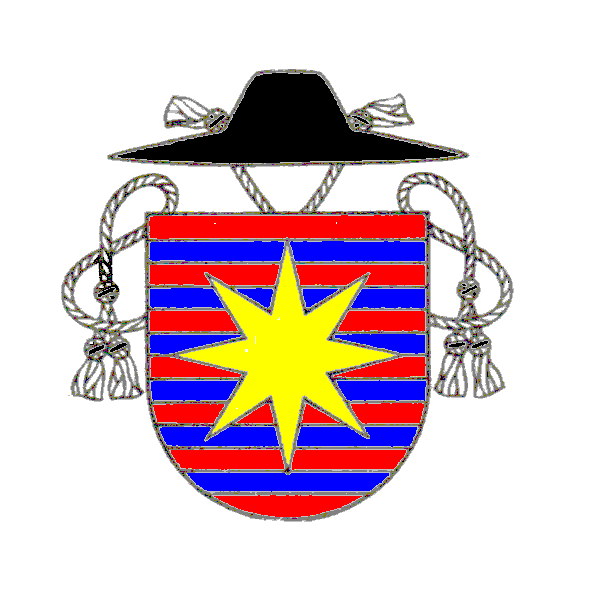
Znak děkanátu Šternberk

V poli děleném vícekrát červeno-modře je osmicípá hvězda zlaté barvy. Z řádového znamení augustinánů-kanovníků, působících v letech 1371–1784 ve Šternberku je vzat pruhovaný štít, hvězda je odkazem na znak fundátora konventu biskupa Albrechta ze Šternberka, a je zároveň mariánským symbolem (narážkou na patrocinium děkanského kostela Zvěstování Panny Marie).

## Farnosti děkanátu
| Farnost             | Správce                                 | Farní kostel            |
| ------------------- | --------------------------------------- | ----------------------- |
| Bohuňovice          | administrátor – Sedláček Jiří           | svatého Jana Křtitele   |
| Dlouhá Loučka       | administrátor – Sovadina Ladislav, Mgr. | svatého Bartoloměje     |
| Hnojice             | admin. excurrendo : Štěpánov u Olomouce | Nanebevzetí Panny Marie |
| Horní Loděnice      | admin. excurrendo : Šternberk           | svatého Isidora         |
| Jívová              | admin. excurrendo : Šternberk           | svatého Bartoloměje     |
| Libina              | admin. excurrendo : Nová Hradečná       | svatého Jiří            |
| Litovel             | farář – Bambuch Miroslav, Mgr.          | svatého Marka           |
| Medlov              | admin. excurrendo : Uničov              | svatého Petra a Pavla   |
| Město Libavá        | admin. excurendo : Moravský Beroun      |                         |
| Mladějovice         | admin. excurrendo : Šternberk           | svaté Máří Magdaleny    |
| Moravská Huzová     | admin. excurrendo : Štěpánov u Olomouce | svatého Floriána        |
| Náklo               | farář – Jirout Ondřej, Mgr.             | svatého Jiří            |
| Nová Hradečná       | farář – Janečka Karel, Mgr.             | svatého Vavřince        |
| Oskava              | admin. excurrendo : Nová Hradečná       | svatého Floriána        |
| Paseka              | admin. excurrendo : Dlouhá Loučka       | svaté Kunhuty           |
| Pňovice             | admin. excurrendo : Náklo               | svatého Václava         |
| Renoty              | admin. excurrendo : Uničov              | Nanebevzetí Panny Marie |
| Skrbeň              | admin. excurrendo : Náklo               | svatého Floriána        |
| Štarnov             | admin. excurrendo : Bohuňovice          | svatého Mikuláše        |
| Štěpánov u Olomouce | farář – Jašek Jan                       | svatého Vavřince        |
| Šternberk           | R. D. Mgr. Antonín Pechal               | Zvěstování Panny Marie  |
| Šumvald             | admin. excurrendo : Dlouhá Loučka       | svatého Mikuláše        |
| Újezd u Uničova     | admin. excurrendo : Šternberk           | svatého Jana Křtitele   |
| Uničov              | R. D. Mgr. Oldřich Máša                 | Nanebevzetí Panny Marie |